# 巴特·康纳
巴特·康纳（英語：Bart Conner，1958年3月28日—），美国男子竞技体操运动员。他曾获得1984年夏季奥运会体操比赛男子双杠和团体全能金牌。他也参加了1976年夏季奥运会。